# Elecciones regionales de Valle del Cauca de 2011
Las Elecciones regionales de Valle del Cauca de 2011 se llevaron a cabo el 30 de octubre de 2011. En el departamento de Valle del Cauca fueron elegidos los siguientes cargos para un periodo de cuatro años contados a partir del 1° de enero de 2012:
- Gobernador del Valle del Cauca: Jefe administrativo y ejecutivo del departamento.
- 21 Diputados de la Asamblea Departamental
- Alcaldes municipales y concejales municipales para cada uno de los 42 municipios del departamento.
- Ediles de las Juntas Administradoras Locales en las ciudades de Cali, Buenaventura, Buga, Cartago, Florida, Palmira y Yumbo

## Antecedentes

### Elecciones atípicas de Gobernador
Tras la destitución del gobernador Juan Carlos Abadía por participación en actividades políticas irregulares.
Se seleccionó el 23 de enero de 2011 para realizar las elecciones con el fin de nombrar a su sucesor. El nuevo gobernador ejercería hasta el 31 de diciembre de 2011, ya que al día siguiente se posesionaría quien resulte elegido en las elecciones programadas de octubre.
El 23 de diciembre de 2010, con motivo de los desastres de la ola invernal de finales de 2010 y principios de 2011, El entonces Ministro del Interior Germán Vargas Lleras, previo concepto del Consejo de Ministros y de una solicitud del Registrador Nacional, decidió aplazar 'indefinidamente' estas elecciones; al punto que los precandidatos en contienda desistieron de su intención de hacerse elegir para un periodo tan corto, y algunos de ellos decidieron postularse para las elecciones de octubre.

#### Precandidatos
La inscripción de los candidatos ante la Registraduría Nacional del Estado Civil nunca se llevó a cabo, por lo tanto, los siguientes son aquellos ciudadanos que manifestaron interés en el cargo de Gobernador del Valle del Cauca y a quienes sus respectivos partidos políticos han anunciado su apoyo.
Víctor Julio González del Partido de Integración Nacional, excónsul en la ciudad de Colón, Panamá nacido en Buenaventura, ingeniero industrial de la Universidad Nacional de Manizales con un MBA de la Universidad de Phoenix.
Es cercano al anterior gobernador Juan Carlos Abadía y al excongresista condenado por parapolítica Juan Carlos Martínez Sinisterra. Pertenece al Partido de Integración Nacional, aunque no descartó la posibilidad de una candidatura como independiente, para conseguir apoyo de otros sectores políticos, ya que el PIN ha sido muy cuestionado a nivel nacional por la gran cantidad de sus integrantes que han sido vinculados a grupos paramilitares.
Además de su partido político, González fue apoyado por la senadora del Partido de la U, Dilian Francisca Toro y por los Conservadores Germán Villegas (senador) y Heriberto Sanabria (representante a la cámara), grandes electores del departamento. Por su parte, otros dirigentes vallecaucanos de estos dos partidos no han adherido a dicha candidatura. El Directorio Departamental del Partido Conservador ha manifestado su desacuerdo con los dirigentes Villegas y Sanabria.
El Partido Cambio Radical, liderado en el departamento por los congresistas Juan Carlos Restrepo y Carlos Fernando Motoa no ha apoyado oficialmente a González, sin embargo, la gran mayoría de concejales, alcaldes y diputados de este partido lo hicieron de manera individual.
Jorge Homero Giraldo del Partido Liberal Colombiano
Nació en el municipio de Andalucía, Valle del Cauca en 1954. Es abogado de la Universidad Central del Valle  y contó con el aval del Partido Liberal. Fue concejal de su municipio durante 20 años y posteriormente diputado departamental. En 2002 se postula a la Cámara de Representantes, siendo elegido y luego reelegido en 2006.
Cuenta también con el apoyo del Partido Conservador y del Polo Democrático Alternativo, en cabeza del senador Alexander López en el departamento.
Martín Alvarado del Partido Verde
Su candidatura nunca se consolidó, ya que algunos sectores del partido piden no participar en las elecciones.

## Campaña por la Gobernación
En vista que nunca se realizaron las elecciones atípicas programadas para el 23 de enero de 2011, las alianzas hechas para dicha elección se disolvieron. Inicialmente Dilian Francisca Toro se había aliado con Juan Carlos Martínez Sinisterra para postular el nombre de Víctor Julio González, por otro lado, el Partido Liberal hizo una coalición con el Partido Conservador para proponer un candidato único (Jorge Homero Giraldo) para las elecciones atípicas, y otro para las elecciones de octubre (Ubeimar Delgado). Disuelta las elecciones atípicas, esos pactos se rompieron y  se recompuso de nuevo el panorama electoral en el Valle del Cauca.
Juan Carlos Martínez Sinisterra tuvo un fuerte enfrentamiento con Juan Carlos Abadía por decidir que persona iban a postular. Martínez Sinisterra quería que Álex Loango, cuestionado exdirector de Acuavalle fuera el candidato, y Abadía propuso a su exsecretario de Salud, Héctor Fabio Useche. Tras una encuesta contratada por ambos, se conoció que Useche tenía más recordación que Loango, por lo que este fue el ungido. Sin embargo, la condición de Martínez fue que Useche no se postulara por firmas, como este quería para no ser asociado al polémico Partido de Integración Nacional. Useche finalmente se inscribió por el recién creado Movimiento de Inclusión y Oportunidades - MIO, un partido también propiedad de Juan Carlos Martínez Sinisterra.
Jorge Homero Giraldo se inscribió por el Partido Liberal, rompiendo el pacto hecho con Ubeimar Delgado, quien se inscribió por el Partido Conservador Giraldo consiguió el aval de la Alianza Social Independiente quien no tenía candidato propio a la gobernación, y del Partido de la U, quien inicialmente avaló a Alba Leticia Chávez, respaldada por la senadora Dilian Francisca Toro pero quien declinó su candidatura para adherirse a Giraldo. Delgado por su parte, obtuvo el respaldo del Partido Verde, quien no presentó candidato a la Gobernación.
Por el Polo Democrático Alternativo se presentó Emmanuel Athemay Sterling, docente de la Universidad Santiago de Cali y excandidato a la Asamblea para el periodo 2008-2011. El Movimiento MIRA avaló a Guillermina Bravo Montaño, exdiputada que renunció a su cargo para presentarse a la gobernación.

## Campaña a la Asamblea Departamental
Para la Asamblea Departamental del Valle del Cauca se eligen 21 diputados, quienes representan a los 42 municipios del departamento. Los siguientes partidos presentaron listas para esta corporación, para un total de 185 candidatos:
|  | 15,85 % |

|  | 13,97 % |

|  | 10,47 % |

|  | 9,42 % |

|  | 7,86 % |

|  | 5,79 % |

|  | 5,53 % |

|  | 4,9 % |

|  | 4,69 % |

|  | 3,0 % |

## Campaña por la Alcaldía y Concejo Municipal de Cali
Cali ha sido una de las ciudades que ha tenido más precandidatos; desde principios del año 2011, se comenzaron a escuchar alrededor de 20 candidatos a la alcaldía de la ciudad; entre ellos, tres políticos se disputaron el aval del Partido Liberal: Marino del Río (Diputado del Valle) y Carlos Pinilla Malo (Concejal de Cali) perdieron una encuesta y por lo tanto no consiguieron el Aval. En el Partido de la U, José Fernando Gil (Concejal de Cali) también perdió una encuesta, por lo que se lanzó de nuevo al Concejo de la Ciudad.
Por el lado del Partido Verde, Johannio Marulanda, Exsecretario de Planeación solicitó el aval, pero este no se le otorgó y en su lugar apoyaron otra candidatura. Las últimas candidaturas en aparecer públicamente fueron las de Rodrigo Guerrero, exconcejal del Partido Conservador, quien se inscribió avalado por firmas, al no poder obtener el aval de su partido que ya había sido entregado a Milton Castrillón. Ramiro Jurado, empresario del transporte de la ciudad, también presentó su candidatura avalado por firmas y María Isabel Urrutia, medallista en los Juegos Olímpicos de Sídney 2000 y Excongresista, se presentó con el Aval del Polo Democrático Alternativo.
Un hecho notable de la campaña electoral fue la negación de los avales a los candidatos Rodrigo Guerrero y Susana Correa por parte de la Registraduría Nacional, la cual señaló que después de un muestreo realizado, no alcanzaban la totalidad de firmas (50.000) requeridas para inscribirse. Este hecho trascendió a nivel nacional, al punto que el propio presidente, Juan Manuel Santos, solicitó un revisión de la situación por lo que calificó como "sospechoso y torcido". Aunque Susana Correa declinó de su aspiración, posteriormente la Registraduría certificó las firmas de ambas candidaturas.

## Campaña por las Juntas Administradoras Locales
Las Juntas Administradoras Locales son instrumentos de control, veeduría y administración municipal de apoyo para los Concejos y Alcaldías. Funcionan en las áreas urbanas y en las zonas rurales. En las primeras, se establecen en las comunas con un número no inferior a 10 000 habitantes; en las segundas, en los corregimientos. Están integradas por no menos de 5 ni más de 9 miembros.
En el Valle del Cauca solo en los municipios de Cali, Buenaventura, Buga, Cartago, Florida, Palmira y Yumbo se llevarán a cabo elecciones para estas corporaciones.